# アセッファ・メゼゲブ
アセッファ・メゼゲブ（Assefa Mezgebu、1978年6月19日 - ）はエチオピアの陸上競技選手、専門は10000mやクロスカントリーを主とする長距離走。2000年シドニーオリンピック男子10000m銅メダリスト。コーヒー豆の生産地として知られる南部諸民族州シダモ（Sidamo）出身。身長175cm、体重55kg。
2000年8月25日シドニーオリンピック10000m決勝では27分19秒75の記録で、ハイレ・ゲブレセラシェ、ポール・テルガトに次ぐ3位となり銅メダルを獲得した。2001年8月8日世界陸上競技選手権エドモントン大会10000mではチャールズ・カマシに0秒72及ばず、27分53秒97の記録で2位に入った。その他、1996年アトランタオリンピック5000mに出場し準決勝敗退となった。
兄（Ayele Mezgebu）も世界クロスカントリー選手権にて活躍した陸上競技選手であった。

## 主な戦績
| 年度 | 大会名                     | 開催地                              | 順位 | 種目   |
| ---- | -------------------------- | ----------------------------------- | ---- | ------ |
| 1995 | 世界陸上競技選手権         | イェーテボリ（ スウェーデン）       | 14位 | 10000m |
| 1997 | 世界陸上競技選手権         | アテネ（ ギリシャ）                 | 5位  | 10000m |
| 1998 | 世界クロスカントリー選手権 | マラケッシュ（ モロッコ）           | 3位  | ロング |
| 1999 | 世界陸上競技選手権         | セビリア（ スペイン）               | 3位  | 10000m |
| 1999 | オールアフリカゲームズ     | ヨハネスブルグ（ 南アフリカ共和国） | 優勝 | 10000m |
| 2000 | 世界クロスカントリー選手権 | ヴィラモウラ（ ポルトガル）         | 2位  | ロング |
| 2000 | シドニーオリンピック       | シドニー（ オーストラリア）         | 3位  | 10000m |
| 2001 | 世界陸上競技選手権         | エドモントン（ カナダ）             | 2位  | 10000m |

### 記録
- 3000m - 7分28秒45（1998年）
- 5000m - 12分53秒84（1998年）
- 10000m - 26分49秒90（2002年）
- マラソン - 2時間14分52秒（2008年）

## 参考資料・外部リンク
- アセッファ・メゼゲブ - ワールドアスレティックスのプロフィール（英語）
- アセッファ・メゼゲブ - Olympedia（英語）